# Kovaçeci
Kovaçeci (albanska: Kovaçeci, serbiska: Kovačevac) är en by i Kosovo. Den ligger i kommunen Kaçanik. Enligt den senaste folkräkningen år 2011 fanns det 1 030 invånare.

## Demografi
| Demografi | 2011 |
| --------- | ---- |
| albaner   | 1030 |